# Otto G. Loretan
Pour les articles homonymes, voir Loretan.
Otto G. Loretan, né le 23 octobre 1946 à Loèche-les-Bains (originaire du même village), est une personnalité politique valaisanne, membre du parti démocrate-chrétien. Ancien conseiller national, il est surtout connu pour avoir été condamné et emprisonné à la suite de sa gestion de la commune de Loèche-les-Bains. 

## Biographie
Otto G. Loretan (souvent appelé Otto G) naît dans le village de Loèche-les-Bains, dont sa famille est originaire. Son père est un ancien barman qui s'est mis à son compte en rachetant un restaurant. Après des études de droit, il exerce comme avocat et notaire dans le canton du Valais. 
Il est marié et père de deux enfants.

## Parcours politique
Otto G. Loretan s'engage dans le PDC haut-valaisan (les noirs). Il est élu président de la commune de Loèche-les-Bains en 1981, et commence alors une politique massive d'investissements publics. Soutenue par plusieurs grandes banques suisses, la commune construit des complexes thermaux, parking couvert et un nouvel hôtel de ville. 
En parallèle de son mandat communal, il est élu député au Grand Conseil valaisan de 1993 à 1997, date à laquelle il ne se représente pas. Lors des fédérales de 1995, il est élu conseiller national.

### Affaire de la gestion de Loèche-les-Bains
En 1998, la presse et les habitants du village découvrent que la situation financière est mauvaise : la commune, qui participe au groupe Loèche-les-Bains, cumule un endettement de plus de 346 millions de francs (pour 1 800 habitants). Le 29 juin 1998, l'Assemblée primaire doit accepter un déficit de plus de 5 millions : Loretan est directement mis en cause (sa gestion de la commune sera plus tard qualifiée de « dans beaucoup de cas complètement irresponsable »). Le 10 novembre, une enquête pénale est ouverte, et de la détention préventive est ordonnée contre Otto G. en janvier 1999 : celui-ci démissionne alors du Conseil national et de son poste de président de commune.
Après l'échec d'un plan d’assainissement, Loèche-les-Bains est mise sous régie du canton. Otto G. Loretan est lui condamné en première instance à 4 ans et demi de réclusion pour gestion déloyale et escroquerie. Après plusieurs recours au Tribunal cantonal et fédéral, il est finalement condamné à 5 ans de prison, et devra alors purger sa peine,,.